# Дге
Дге — район зоби (провінції) Гаш-Барка, що в Еритреї. Столиця — місто Могорайв.